# Vilhelm Lemvig
Vilhelm Lemvig (født 8. juni 1690, død 20./21. juni 1768 i København) var en dansk søofficer.
Han var søn af etatsråd Peder Lemvig og Maren Worm, blev underløjtnant i Flåden 1709, premierløjtnant 1711, kaptajnløjtnant 1714, kaptajn 1716 og kommandørkaptajn 1719. År 1712 var han som chef for snauen Snarensvend underlagt viceadmiral Christen Thomesen Sehested og kæmpede ved Rygen med den svenske kommandør Hencks skibe. Året efter blokerede han fæstningen Wismar og erobrede på hjemrejsen en svensk snau. 1716 som chef for stykprammen Hjælperen (senere linjeskibet Laaland) deltog han i Tordenskiolds angreb mod den svenske transportflåde i Dynekilen (8. juli). 1718 kæmpede han som chef for fregatten Pommern i Kattegat med et svensk orlogsskib, som han jagede ind til Marstrand og tog derefter en del priser. 1728 gjorde Lemvig tillige med søofficererne Frederik Hoppe og Ulrik Frederik Suhm modforestillinger til Admiralitetet angående de alt for knappe hvervningspenge, hvormed kompagnicheferne var aflagt. Dette skridt – ihvorvel berettiget – tog Frederik IV dem meget unådigt op; uden rettergang eller dom afskedigedes de alle tre, men blev ved Christian VI's tronbestigelse genindsat i nummer (1730).
Lemvig, der efter sin lange krigstjeneste led af gigt og podagra og imidlertid var flyttet på landet ved Birkerød, foretrak dog at blive i ro, hvorfor han året efter tog sin afsked med schoutbynachts karakter, hvilken endog 1747 forhøjedes til viceadmirals karakter. Han døde natten mellem 20. og 21. juni 1768 under et besøg i København.
Lemvig blev 1731 gift med Elisabeth Muhle Lemvig, f. With (død 12. juni 1758), enke efter konfessionarius Christian Lemvig. Hendes ægteskab med Vilhelm Lemvig var barnløst.